# Half-Life 2
Half-Life 2 (được cách điệu là HλLF-LIFE2) là một tựa game bắn súng góc nhìn người thứ nhất được phát triển và phát hành bởi Valve. Đây là phần tiếp theo của Half-Life năm 1998 cũng như bản làm lại Black Mesa của Half-Life và được phát hành vào tháng 11 năm 2004 sau năm năm phát triển. Trong quá trình phát triển, một phần của dự án đã bị rò rỉ và phát tán trên Internet. Half-Life 2 được phát triển cùng với phần mềm Steam và công cụ Source của Valve.
Lấy bối cảnh vài năm sau sự kiện ở phần game trước, nhân vật chính Gordon Freeman được đánh thức bởi người đàn ông bí ẩn G-Man khi thế giới đã bị người ngoài hành tinh Combine xâm lược. Các đồng minh của Gordon bao gồm Alyx Vance và các chiến binh của quân cách mạng. Gordon tìm cách giải phóng nhân loại bằng nhiều loại vũ khí, bao gồm cả Súng trọng lực thao túng đối tượng.
Half-Life 2 nhận được nhiều lời khen ngợi, chủ yếu hướng đến cơ chế vật lý, mô phỏng máy tính, âm thanh, AI, đồ họa, cốt truyện và được xem là một trong những tựa game hay nhất mọi thời đại. Half Life 2 đã giành được 39 giải thưởng "Trò chơi của năm" và danh hiệu "Trò chơi của thập kỷ" tại Giải thưởng VGX năm 2012, và đã bán được 12 triệu bản vào năm 2011.

## Lối chơi
Giống như người tiền nhiệm của nó, Half-Life 2 là một trò chơi bắn súng góc nhìn thứ nhất một người chơi được chia thành nhiều chương, và luôn luôn điều khiển nhân vật chính Gordon Freeman. Phần 2 có cơ chế tương tự Half-Life và sau này giống Black Mesa, bao gồm các hệ thống vũ khí, lượng máu và các câu đố định kỳ, ngoại trừ với công cụ Source mới hơn và đồ họa cải tiến. Người chơi cũng khởi đầu với hai bàn tay trắng, sau đó tìm kiếm vũ khí và vật phẩm trong suốt quá trình chơi.
Half Life 2 có nhiều kẻ thù đa dạng, thường tấn công người chơi bằng những chiến thuật khác nhau: một số tạo thành nhóm để đối đầu và tiêu diệt người chơi; một số khác, chẳng hạn như Manhack, bay thẳng vào người chơi ở những nơi tăm tối và chật hẹp. Gordon có thể giết hầu hết kẻ thù bằng vũ khí của mình, hoặc sử dụng các phương tiện, dụng cụ như thùng thuốc nổ, lửa hoặc các loại bẫy ngẫu nhiên. Trong một số chương của trò chơi, Gordon có thể được hỗ trợ tối đa bốn người lính thuộc Quân kháng chiến hoặc quân y.
Trong một chương của trò chơi, Gordon có được Súng trọng lực, cho phép anh ta kéo các đồ vật về phía mình hoặc đẩy chúng ra xa, cũng như khả năng điều khiển các vật thể lớn hơn và nặng hơn mà Gordon không thể di chuyển. Súng trọng lực được sử dụng để giải các câu đố, và cũng có thể được sử dụng trong chiến đấu, vì bất kỳ vật thể nào trong phạm vi gần với người chơi đều có khả năng được sử dụng làm vũ khí hoặc phòng thủ, như tủ hồ sơ hoặc can xăng và lưỡi cưa.

## Cốt truyện
Vài năm sau khi Gordon Freeman và các nhà khoa học khác vô tình mở một cánh cổng không gian đến những hành tinh khác tại Cơ sở nghiên cứu Black Mesa, Freeman bị đánh thức bởi người đàn ông G-Man bí ẩn. Cánh cổng đã thu hút sự chú ý của Combine, một đế chế vũ trụ vượt trội về mặt công nghệ đã chinh phục Trái đất trong vòng bảy giờ. Combine đã đồng hóa sinh học con người và các loài vật khác, đồng thời ngăn con người sinh sản bằng "trường kiềm tỏa". Gordon bị G-Man dịch chuyển lên một chuyến tàu đến Thành phố 17, nơi ở của Tiến sĩ Wallace Breen (cựu quản trị viên Black Mesa), người đã điều đình đầu hàng bọn Combine và được bổ nhiệm làm Toàn quyền của Combine.
Sau khi trốn thoát khỏi bọn Combine, Gordon gia nhập cùng các thành viên Quân kháng chiến bao gồm Barney Calhoun, cựu nhân viên bảo vệ Black Mesa giả dạng thành một Dân phòng Combine; Tiến sĩ Eli Vance, nhà khoa học của Black Mesa và lãnh đạo Quân kháng chiến; Alyx Vance, con gái của Eli; và Tiến sĩ Kleiner, một nhà khoa học lập dị của Black Mesa. Sau khi thất bại trong việc dịch chuyển đến căn cứ Quân kháng chiến, Gordon đã đi qua kênh đào của thành phố. Anh lấy một chiếc xuồng máy và tiêu diệt nhiều đặc vụ Combine để đi đến Black Mesa East.
Gordon gặp lại Eli và một nhà khoa học kháng chiến khác, Tiến sĩ Judith Mossman. Alyx giới thiệu Gordon với robot thú cưng của mình, D0g và đưa cho anh "súng trọng lực", một vũ khí có thể điều khiển các vật thể lớn. Black Mesa East bị tấn công bởi Combine, Eli và Mossman bị đưa đến Nova Prospekt, một nhà tù của Combine. Sau đó, Gordon đi vòng qua Ravenholm, một thị trấn tràn ngập zombie, và được hỗ trợ bởi người sống sót cuối cùng ở Ravenholm, Cha xứ Grigori. Thoát khỏi thị trấn, Freeman đến một tiền đồn của quân Kháng chiến, được quân Kháng chiến cung cấp một chiếc xe buggy. Freeman sử dụng chiếc xe để đi qua Quốc lộ 17, đến nhà tù Nova Prospekt của Combine, nơi Eli và Mossman bị giam giữ. Freeman đột nhập vào nhà tù và gặp lại Alyx, tìm thấy Eli và phát hiện ra rằng Mossman là gián điệp của Combine. Trước khi họ có thể ngăn cô ấy lại, Mossman đã dịch chuyển bản thân và Eli đến căn cứ chính của Combine tại Thành cổ. Máy dịch chuyển phát nổ ngay sau khi Gordon và Alyx sử dụng nó để thoát khỏi Nova Prospekt.
Quay trở lại phòng thí nghiệm của Kleiner, Freeman và Alyx biết rằng máy dịch chuyển bị trục trặc và một tuần đã trôi qua, trong thời gian đó, quân Kháng chiến đã phát động một cuộc nổi dậy toàn diện chống lại Combine. Được sự hỗ trợ của Calhoun và Dog, Freeman chiến đấu để tiến vào Thành cổ. Trên đường lên đỉnh tháp, Freeman bị bắt và đưa vào một khoang vận chuyển đến văn phòng của Toàn quyền Wallace Breen (Robert Culp), nơi anh ta và Mossman đang đợi cùng với Eli và Alyx đã bị bắt. Breen tiết lộ rằng hắn ta có ý định sử dụng những người bị bắt làm con bài mặc cả cho các cuộc đàm phán với Combine, trái ngược với những gì hắn nói với Mossman. Tức giận, Mossman giải thoát ba người bị bắt trước khi Breen có thể dịch chuyển họ ra khỏi thế giới. Breen cố gắng trốn thoát bằng cách sử dụng cỗ máy dịch chuyển tức thời, nhưng Freeman đã phá hủy lò phản ứng của Thành cổ bằng súng trọng lực, giết chết Breen. Ngay khi lò phản ứng phát nổ, G-Man xuất hiện trở lại và đóng băng thời gian, ca ngợi hành động của Freeman và đưa anh ta trở lại trạng thái ngưng trệ.

## Phần tiếp theo
Half-Life 2 được nối tiếp bởi hai tập tiếp theo: Episode One (2006) và Episode Two (2007). Sau khi hủy bỏ Episode Three và một số dự án Half-Life tiếp theo, Valve đã phát hành phần tiền truyện, Half-Life: Alyx vào năm 2020. 